# Anneloes Nieuwenhuizen
Anneloes Nieuwenhuizen (Bussum, 16 de octubre de 1963) es una exjugadora de hockey hierba neerlandesa, que consiguió dos medallas en los Juegos Olímpicos de Los Ángeles 1984 y Seúl 1988.